# Хамада, Мидо
Ми́до Хама́да (англ. Mido Hamada, масри ميدو حمادة) — германо-египетский телевизионный, театральный и киноактёр.

## Биография
Мидо родился в Египте, однако его семья переехала в Германию, где Хамада учился в школе при Американском посольстве. Он свободно говорит на немецком, английском и арабском. Хамада учился в Оксфордской школе драматического искусства и в настоящее время живёт в Лондоне.
Хамада сыграл Ахмада Шах Масуда в мини-сериале «Путь к 11 сентября», а также появился в небольших ролях в британском телефильме «BBC: Ганнибал» и сериале «Почувствуй силу». Он снялся в фильме «Небесный капитан и мир будущего» (2004) и «Ситуация» (2006). В 2011 году в фильме «Неизвестный» Хамада исполнил роль саудовского шейха, который замешан в попытке убийства в берлинском отеле и финансировании биотехнологических исследований.
Он также снялся в культовом телесериале «24 часа» в роли Самира Михрана, неконтролируемого агента разведки вымышленной средневосточной страны Камистан, который убивает её президента Омара Хасана (Анил Капур). Он был главным злодеем восьмого сезона сериала.
В телесериале Terra Nova Хамада сыграл Гузмана, одного из сотрудников службы безопасности колонии и доверенного соратника командующего Натаниэля Тейлора. В 2012 году он появился во втором сезоне телесериала «Родина» в роли ключевого члена террористической ячейки, которая планирует атаку в США.
В фильме «Снайпер» (2014) он исполнил роль «Мясника». Хамада озвучил одного из персонажей видео-игры Disney Infinity 3.0. В 2017 году Хамада появился в роли Имонна в телесериале «Изумрудный город». В 2021 году исполнил роль начальника имперской разведки в сериале «Основание».